# Il natale d'Augusto (opera)
Il natale d’Augusto (Zrození Augustovo) je opera (doslova komorní slavnost s hudbou) italského barokního skladatele Antonia Caldary z roku 1733. Stejnojmenná Caldarova kantáta (Il natale d’Augusto a tre) byla provedena roku 1716 ve Viennes.

## Historie
Opera byla zkomponována ku příležitosti narozenin císaře Karla VI. a byla poprvé uvedena ve vídeňském císařském divadle (Favoriten) 1. října roku 1734 (v některých zdrojích je uveden rok 1733,,, či 1732). Autorem libreta o třech dějstvích byl Giovanni Claudio Pasquini na motivy 15 knihy Ovidiových Metamorfóz
Skladatel skladbu komponoval pro tři ženské hlasy (2 soprány a mezzosoprán), kterých se při prvním provedení zhostily dcery císaře Karla VI., Marie Terezie a její sestra Marie Anna.

## Současnost
Novodobá světová premiéra opery se konala v roce 2003 v barokním zámeckém divadle v Českém Krumlově, kdy ji se svým mezinárodním hudebním tělesem Hof-Musici nastudoval Ondřej Macek. Opera zde pak zazněla ještě několikrát, v letech 2005 a říjnu 2017.

## Děj
Děj se odehrává v římském chrámu bohyně Vesty
Postavy:
Silvia – soprán 
Camilla – soprán 
Celia – mezzosoprán